# Pointe du Touquet
Pour les articles homonymes, voir Touquet (homonymie).
La pointe du Touquet, située sur le territoire de la commune du Touquet-Paris-Plage, est un site naturel classé du département du Pas-de-Calais depuis le 27 novembre 2001.

## Dossier présenté en 1999
La commission supérieure des sites, perspectives et paysages a étudié le dossier présenté par la municipalité en 1999 et en a tiré les conclusions suivantes,.

### Conclusions de la commission
Le site de la pointe du Touquet s’étend sur environ 432 hectares situés, pour l’essentiel, sur le domaine public maritime. Il est composé d’entités distinctes, les dunes et le Banc du Pilori, qui séparent l’espace maritime de celui de l’estuaire.  Dans ce dernier, la Canche se fraie un passage dans le schorre, mollière ou pré-salé, immergé lors des vives eaux.
Considéré isolément, chacun des éléments constitutifs du site, ne présente pas de caractère suffisamment exceptionnel pour justifier un classement. C’est l’association de ces entités distinctes, sur et autour de la pointe du Touquet, qui forme un paysage très particulier, celui des estuaires picards, qui mérite d’être préservé.
De surcroît, à la pointe du Touquet, l’urbanisation menace, plus qu’en baie de Somme ou en baie d'Authie, les derniers vestiges du littoral primitif et la rive méridionale de l’estuaire.
La création d’un port de plaisance, accompagnée d’un programme immobilier, projetée à l’emplacement d’un terrain de camping désaffecté, au nord du site, s’inscrit dans le processus de développement du Touquet-Paris-Plage en vigueur : végétalisation, lotissement, construction. L’aspect décevant des dernières réalisations en front de mer, tant dans leur conception que dans leur exécution, illustre ce qu’il convient d’éviter désormais. Seule une protection instituée et garantie par l’État paraît susceptible de faire définitivement obstacle à de telles dérives.
Le classement du site de la pointe du Touquet aurait en effet le mérite de compléter le dispositif de protection déjà mis en place autour de l’estuaire de la Canche : réserve naturelle sur la rive nord, zones de protection du patrimoine architectural, urbain et paysager sur les communes d’Étaples et du Touquet-Paris-Plage.
Le périmètre proposé couvre l’ensemble des espaces terrestres et maritimes méritant non seulement une protection, mais aussi une gestion coordonnée susceptible d’améliorer la présentation des lieux ; les demandes d’exclusion de deux secteurs, apparues lors de l’enquête administrative, ne doivent pas être retenues.

## Classement
À l’issue du rapport présenté par la commission, le site a été classé  « site naturel » par décret du 27 novembre 2001,,.

## Projet mis en place par la municipalité
Dès 1999, la municipalité propose alors la requalification paysagère de la zone située entre le parking au nord de l’Aqualud jusqu’au centre nautique. La valorisation de ce secteur très fréquenté constitue un enjeu majeur pour l’image de marque de la station, en tant que facteur de développement économique et touristique. Ce projet vise à la préservation du site naturel dans une logique de développement durable, tout en permettant l’accueil du public et son information :
- amélioration de la route en corniche, qui est réservée aux piétons et cyclistes ;
- balisage de chemins de découverte ;
- intégration d’un parcours de santé ;
- plantation d’oyats et d’argousiers ;
- résorption des siffle vents ;
- descente à la mer pour véliplanchistes ;
- intégration d’une partie de pinède dans l’espace de nature et de connaissance.

## Photos

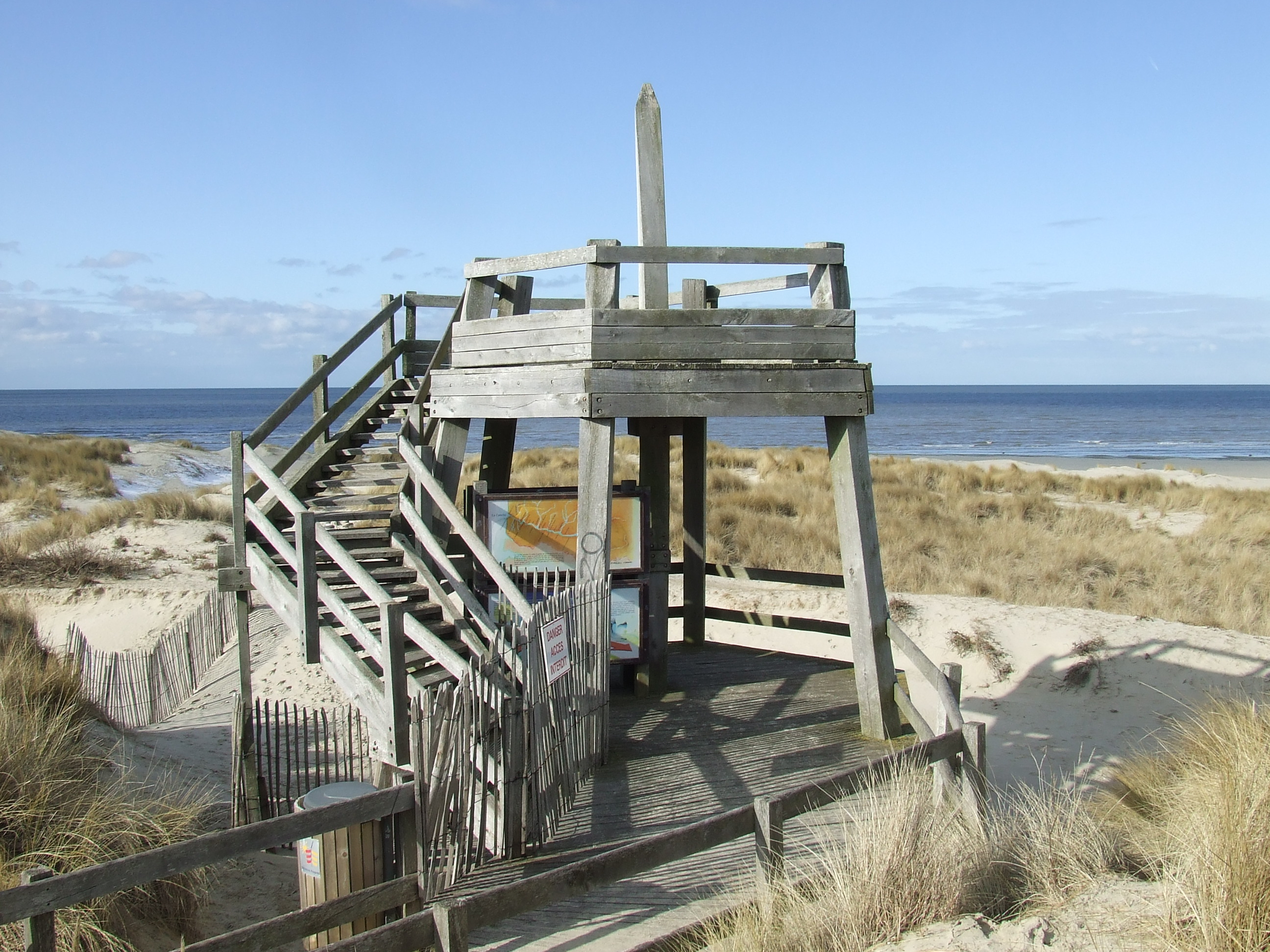
Le belvédère de l'estuaire de la Canche.
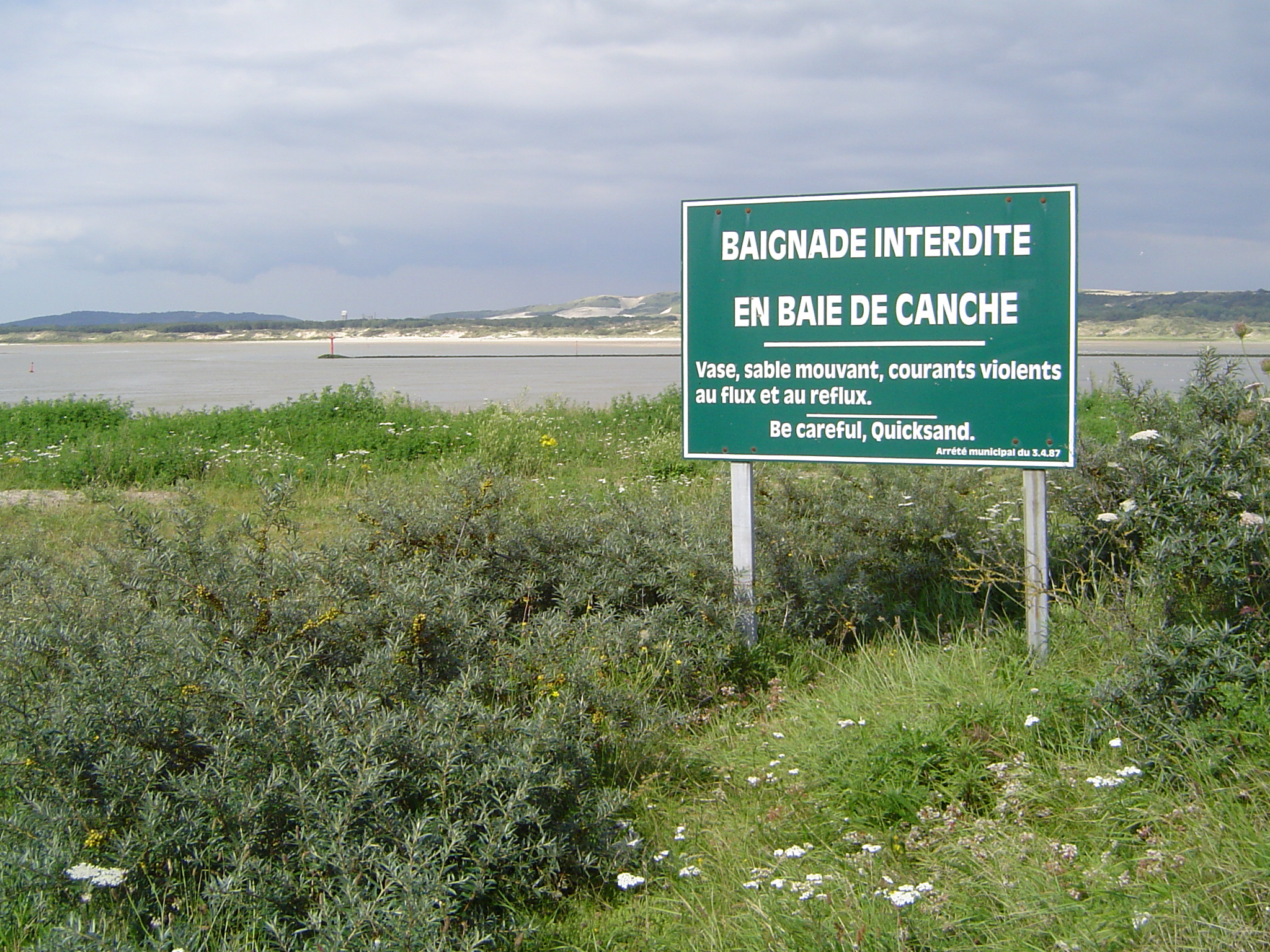
L'estuaire de la Canche, au nord de la plage.
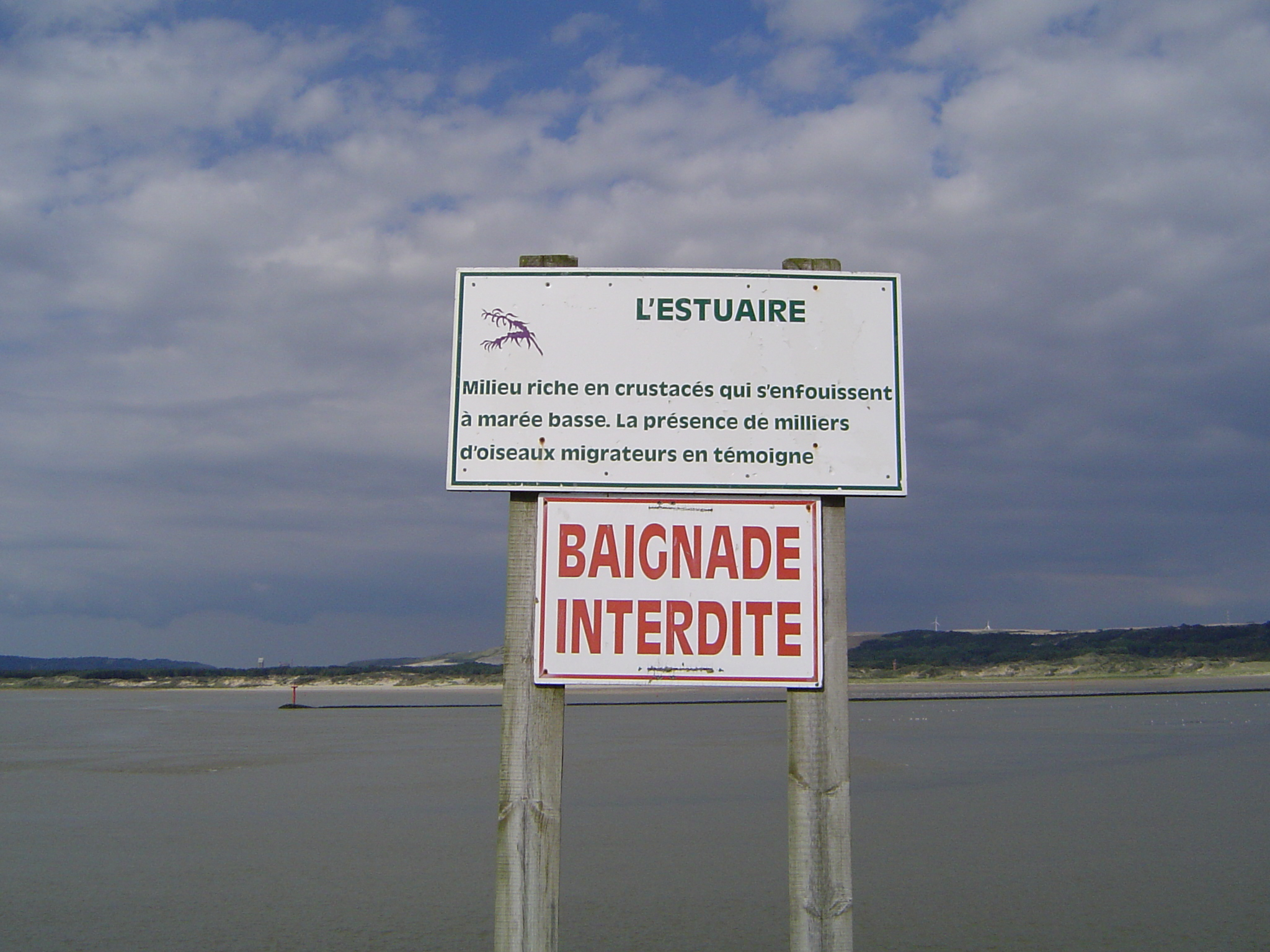
L'estuaire de la Canche, au nord de la plage.
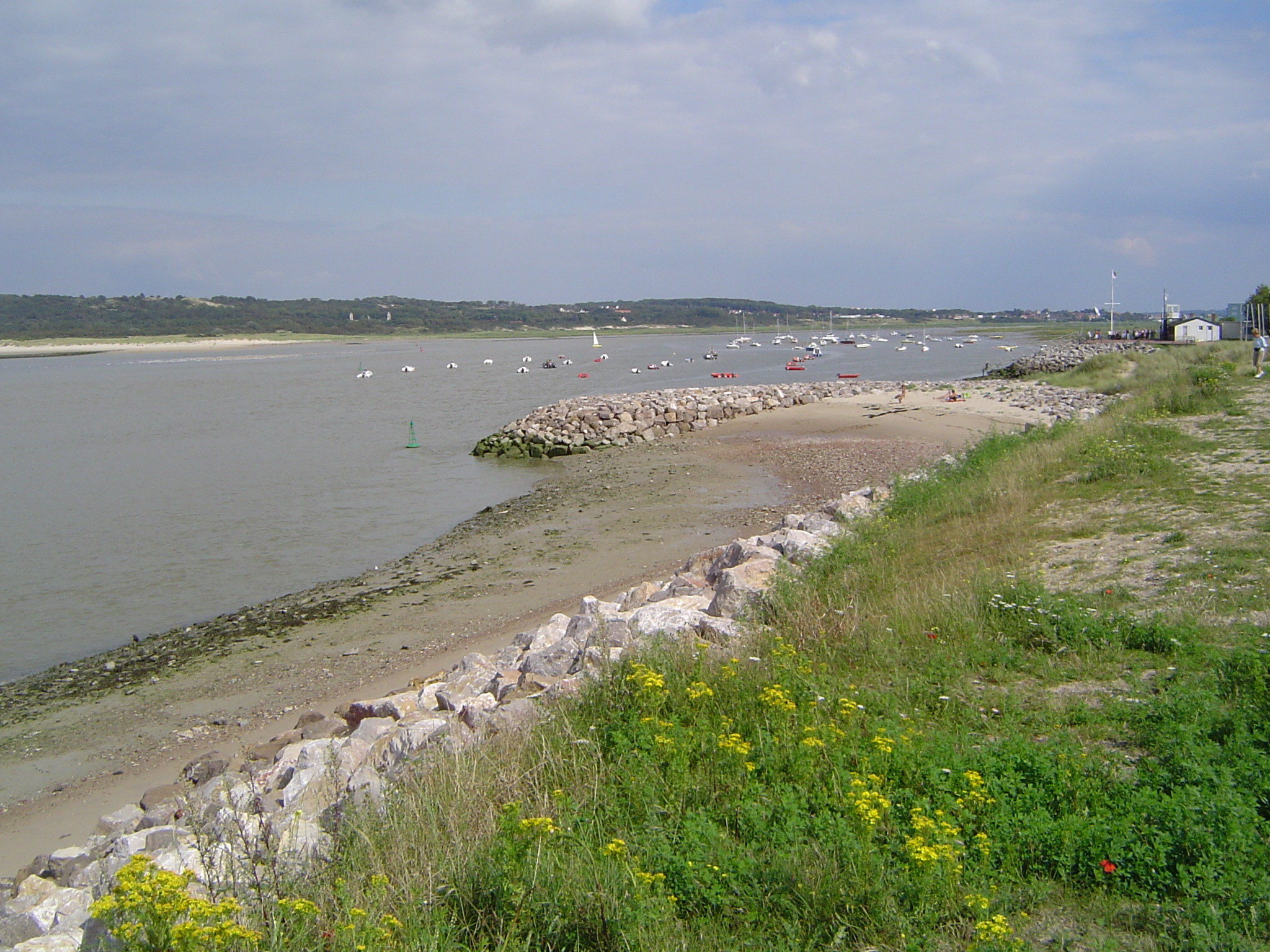
L'estuaire de la Canche, au nord de la plage.
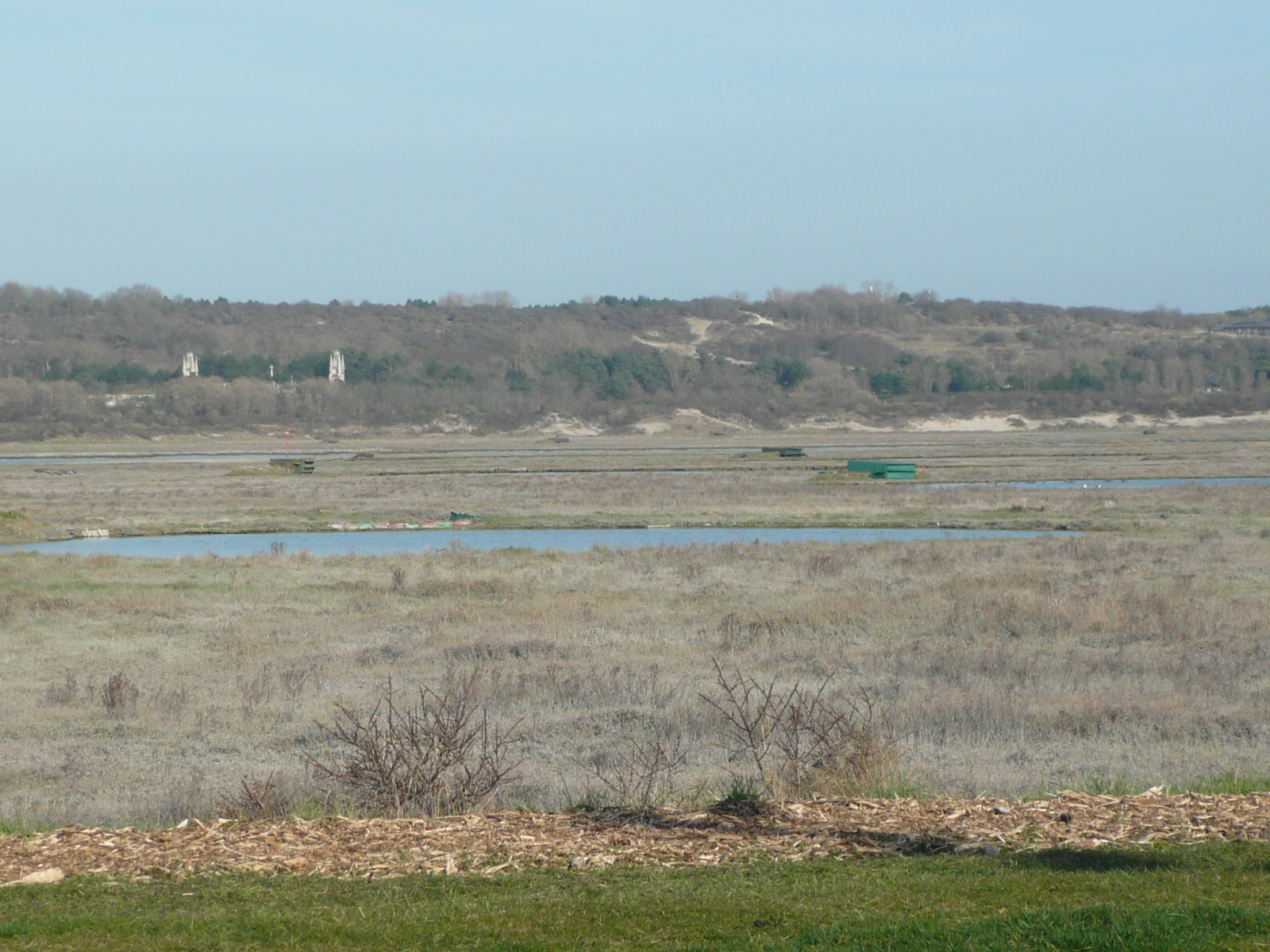
L'estuaire de la Canche, à marée basse.

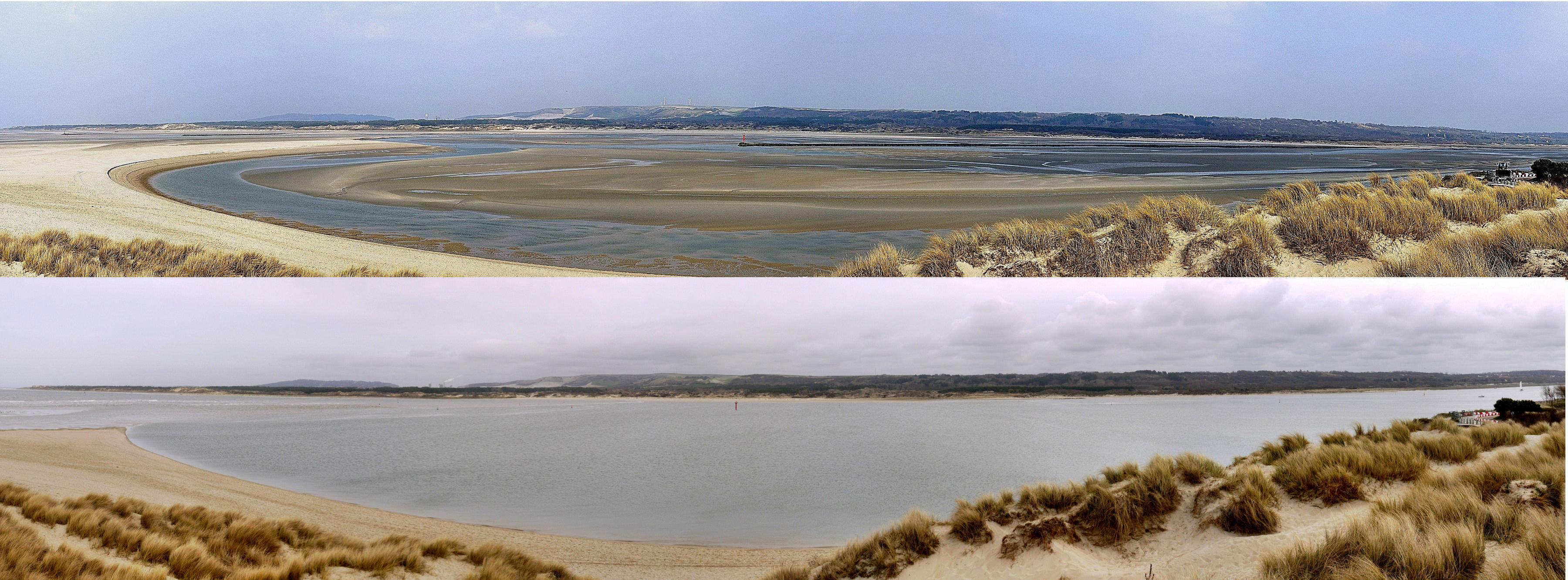
L'estuaire à marée basse (photo du haut) et à marée haute (photo du bas).

## Pour approfondir